# وليام موناهان
وليام موناهان (بالإنجليزية: William Monahan)‏ مواليد 3 نوفمبر 1960 في ماساتشوستس، الولايات المتحدة، هو كاتب سيناريو وروائي أمريكي. عمل على فيلم المغادرون والذي فاز بجائزة الأوسكار لأفضل كتابة (سيناريو مقتبس).

## أعماله
- مملكة السماء
- المغادرون
- حافة الظلام
- كتلة أكاذيب
- لندن بولفار
- النسيان
- مدينة الخطيئة: سيدة لتقتل من أجلها

## وصلات خارجية
- وليام موناهان على موقع IMDb (الإنجليزية)
- وليام موناهان على موقع ألو سيني (الفرنسية)
- وليام موناهان على موقع أول موفي (الإنجليزية)
- وليام موناهان على موقع بوكس أوفيس موجو (الإنجليزية)
- وليام موناهان على موقع قاعدة بيانات الأفلام السويدية (السويدية)
- وليام موناهان على موقع قاعدة بيانات الفيلم (الإنجليزية)
- وليام موناهان على موقع كينوبويسك (الروسية)